# Luke Kornet
Luke Francis Kornet (Lexington, Kentucky, 15 de julio de 1995) es un baloncestista estadounidense que pertenece a la plantilla de los San Antonio Spurs de la NBA. Con 2,16 metros de estatura, juega en las posiciones de ala-pívot o pívot. Es hijo del que fuera también jugador profesional Frank Kornet.

## Trayectoria deportiva

### Universidad
Jugó cuatro temporadas con los Commodores de la Universidad Vanderbilt, en las que promedió 8,9 puntos, 4,8 rebotes, 1,1 asistencias y 1,6 tapones por partido. Fue elegido en sus dos últimas temporadas en el mejor quinteto defensivo de la Southeastern Conference y en el mejor absoluto de 2017 en opinión de los entrenadores.

#### Estadísticas
| Año     | Equipo     | PJ  | PT | MPP  | %TC  | %3P  | %TL  | RPP | APP | ROB | TPP | PPP  |
| ------- | ---------- | --- | -- | ---- | ---- | ---- | ---- | --- | --- | --- | --- | ---- |
| 2013–14 | Vanderbilt | 30  | 2  | 15.4 | .344 | .236 | .533 | 2.3 | .8  | .3  | .6  | 4.0  |
| 2014–15 | Vanderbilt | 35  | 14 | 21.6 | .495 | .400 | .764 | 3.4 | 1.1 | .2  | 1.1 | 8.7  |
| 2015–16 | Vanderbilt | 28  | 25 | 27.4 | .403 | .280 | .690 | 7.3 | 1.5 | .5  | 3.0 | 8.9  |
| 2016–17 | Vanderbilt | 35  | 35 | 31.5 | .406 | .327 | .857 | 6.2 | 1.2 | .5  | 2.0 | 13.2 |
| Total   | Total      | 128 | 76 | 24.1 | .417 | .320 | .779 | 4.8 | 1.1 | .4  | 1.6 | 8.9  |

### Profesional

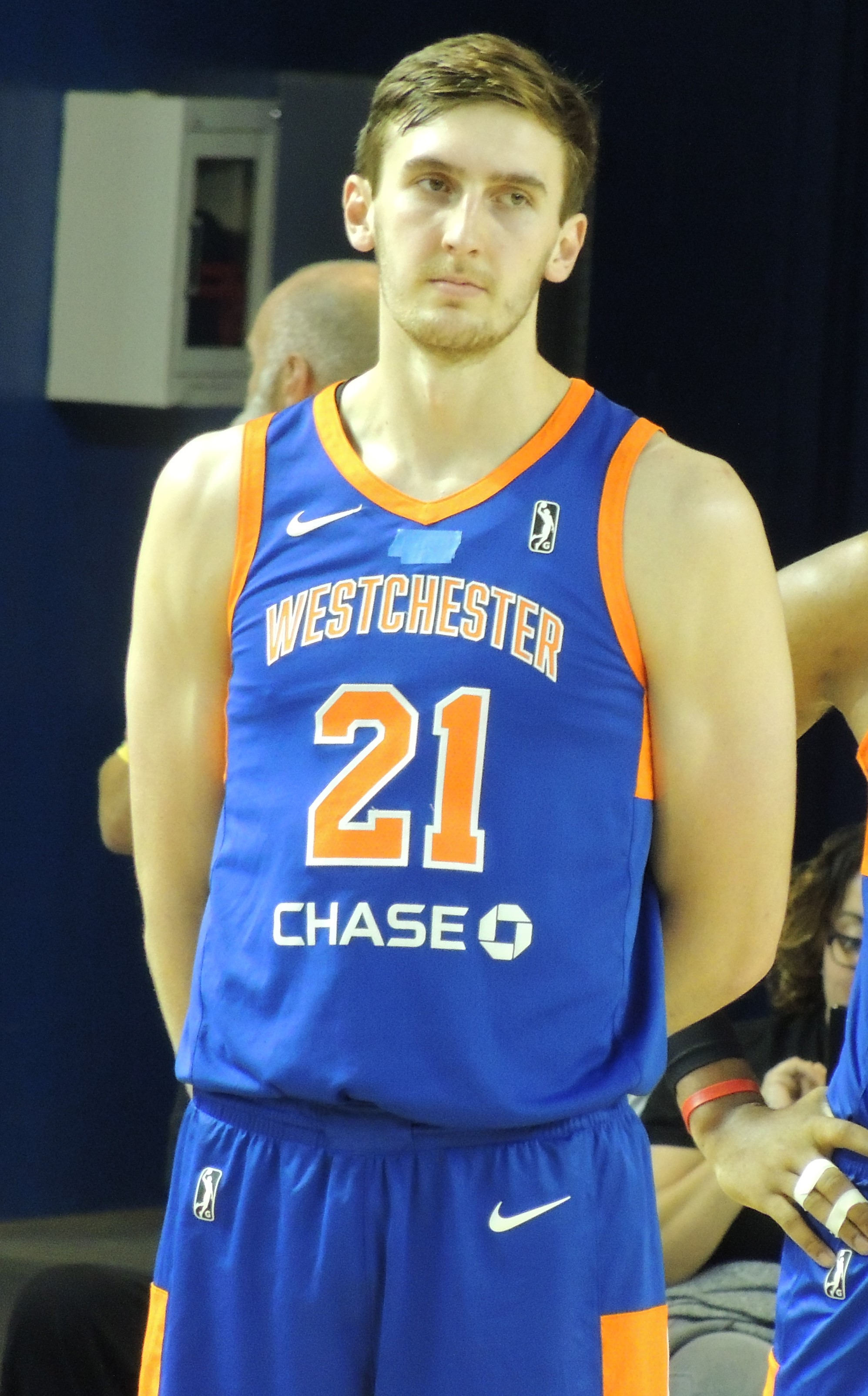
Kornet con los Westchester Knicks en 2017.

Tras no ser elegido en el Draft de la NBA de 2017, fue invitado por los New York Knicks a participar en las Ligas de Verano de la NBA, en las que disputó cinco partidos, promediando 6,8 puntos, 4,8 rebotes y 1,6 tapones. El 3 de julio firmó un contrato dual con los New York Knicks, un nuevo método de contrato por el cual ocuparía un puesto en la plantilla del equipo de la NBA añadido a los 15 habituales, pero jugando además con el equipo filial de los Westchester Knicks de la NBA G League.
Debutó con los Knicks en la NBA el 8 de febrero de 2018, en un partido ante los Toronto Raptors, haciéndolo con un doble-doble, 11 puntos y 10 rebotes, a los que añadió 4 tapones.
El 2 de julio de 2019, firma un contrato con los Chicago Bulls.
El 25 de marzo de 2021, es traspasado a Boston Celtics, en un intercambio entre tres equipos. Tras ser despedido en la pretemporada siguiente, firmó como jugador afiliado con los Maine Celtics de la G League.
El 21 de diciembre firmó un contrato de 10 días con los Cleveland Cavaliers. A su término, firmó otro, esta vez con Milwaukee Bucks. Tras un encuentro con los Bucks, el 14 de enero de 2022, regresa a los Maine Celtics. Finalmente, el 11 de febrero, firma hasta final de temporada con Boston Celtics.
El 17 de junio de 2024 se convierte en campeón de la NBA tras la victoria de Boston en las Finales a Dallas Mavericks (4-1).
El 30 de junio de 2024 renueva por una temporada con los Celtics.
El 30 de junio de 2025 firma con San Antonio Spurs por cuatro temporadas y $41 millones.

## Estadísticas de su carrera en la NBA
|  | Denota temporadas en las que fue Campeón de la NBA |

### Temporada regular
| Año     | Equipo    | PJ  | PT | MPP  | %TC  | %3P   | %TL  | RPP | APP | ROB | TPP | PPP |
| ------- | --------- | --- | -- | ---- | ---- | ----- | ---- | --- | --- | --- | --- | --- |
| 2017-18 | New York  | 20  | 1  | 16.3 | .392 | .354  | .727 | 3.2 | 1.3 | .3  | .8  | 6.7 |
| 2018-19 | New York  | 46  | 18 | 17.0 | .378 | .363  | .82  | 2.9 | 1.2 | .6  | .9  | 7.0 |
| 2019-20 | Chicago   | 36  | 14 | 15.5 | .439 | .287  | .714 | 2.3 | .9  | .3  | .7  | 6.0 |
| 2020-21 | Chicago   | 13  | 0  | 7.2  | .333 | .261  | .500 | 1.2 | .3  | .2  | .5  | 2.0 |
| 2020-21 | Boston    | 18  | 2  | 14.1 | .473 | .250  | .500 | 2.9 | 1.1 | .1  | 1.4 | 4.4 |
| 2021-22 | Cleveland | 2   | 0  | 7.5  | .200 | .000  | .667 | 1.5 | .5  | .0  | .5  | 2.0 |
| 2021-22 | Milwaukee | 1   | 0  | 6.0  | .000 | –     | –    | 1.0 | .0  | .0  | .0  | .0  |
| 2021-22 | Boston    | 12  | 0  | 7.1  | .571 | .000  | .667 | 2.1 | .7  | .3  | .2  | 2.2 |
| 2022-23 | Boston    | 69  | 0  | 11.7 | .665 | .231  | .821 | 2.9 | .8  | .2  | .7  | 3.8 |
| 2023-24 | Boston    | 63  | 7  | 15.6 | .700 | 1.000 | .907 | 4.1 | 1.1 | .4  | 1.0 | 5.3 |
| Total   | Total     | 280 | 42 | 14.0 | .502 | .323  | .811 | 3.0 | .9  | .3  | .8  | 5.0 |

### Playoffs
| Año   | Equipo | PJ | PT | MPP  | %TC   | %3P   | %TL   | RPP | APP | ROB | TPP | PPP |
| ----- | ------ | -- | -- | ---- | ----- | ----- | ----- | --- | --- | --- | --- | --- |
| 2021  | Boston | 2  | 0  | 2.5  | 1.000 | –     | .500  | 1.5 | .0  | .0  | .0  | 1.5 |
| 2022  | Boston | 10 | 0  | 2.0  | .750  | 1.000 | –     | .5  | .1  | .0  | .0  | .7  |
| 2023  | Boston | 8  | 0  | 4.0  | .875  | 1.000 | 1.000 | 1.3 | .0  | .0  | .1  | 2.1 |
| 2024  | Boston | 13 | 0  | 10.2 | .667  | –     | .846  | 3.2 | .5  | .1  | .4  | 3.0 |
| Total | Total  | 32 | 0  | 5.9  | .735  | 1.000 | .824  | 1.8 | .3  | .0  | .2  | 2.1 |